# Rapport sur la propriété intellectuelle dans le monde
Le Rapport sur la propriété intellectuelle dans le monde (WIPR) est une publication analytique bisannuelle de l'Organisation mondiale de la propriété intellectuelle, une institution spécialisée du système des Nations Unies. Dans chaque rapport, un thème différent est abordé par l’observation des tendances dans un domaine particulier de la propriété intellectuelle et de l'innovation. Le rapport se fonde sur les analyses macroéconomiques et comprend des études de cas visant à examiner le rôle de la propriété intellectuelle et d'autres actifs incorporels dans l'économie mondiale.
Des versions numériques sont disponibles en libre accès.

## Histoire
La première édition du rapport a été publiée en 2011 sous la direction de Francis Gurry et avait pour but de mettre en lumière l’intérêt de l'innovation pour les économies de tous les États membres des Nations Unies. Depuis lors, sa publication a été élaborée et coordonnée par la Division de l'économie et des statistiques de l'OMPI, dirigée par Carsten Fink.

## Thèmes
Le WIPR aborde un thème en lien avec la propriété intellectuelle et l’innovation et s'appuie sur des documents de référence établis par des spécialistes de l'économie. Le rapport comprend généralement des études de cas, des analyses de politiques industrielles et d’innovation ainsi que des tendances en matière de propriété intellectuelle.

### 2024: Mettre la politique d’innovation au service de la croissance et du développement
Le rapport « Mettre la politique d’innovation au service du développement »  a été publié le 2 mai 2024. Il analyse l’intersection entre l’innovation, la diversification économique et les politiques industrielles et suggère que le développement des capacités d’innovation locales est la clé d’une croissance durable pour les pays.
Différent des éditions précédentes du rapport, ce numéro propose un nouveau cadre méthodologique et examine trois secteurs, à savoir l'agriculture, les motos et les jeux vidéo pour illustrer la manière dont les décideurs peuvent contribuer à renforcer les capacités en matière d’innovation.
Principaux contributeurs : Ricardo Hausmann (John F. Kennedy School of Government, Université Harvard), Muhammed A. Yildirim, Christian Chacua, Matte Hartog et Shreyas Gadgin Matha, Gregory D. Graf, Paolo Aversa (King's College London), Hakan Özalp (Amsterdam Business School).

### 2022: La trajectoire de l'innovation

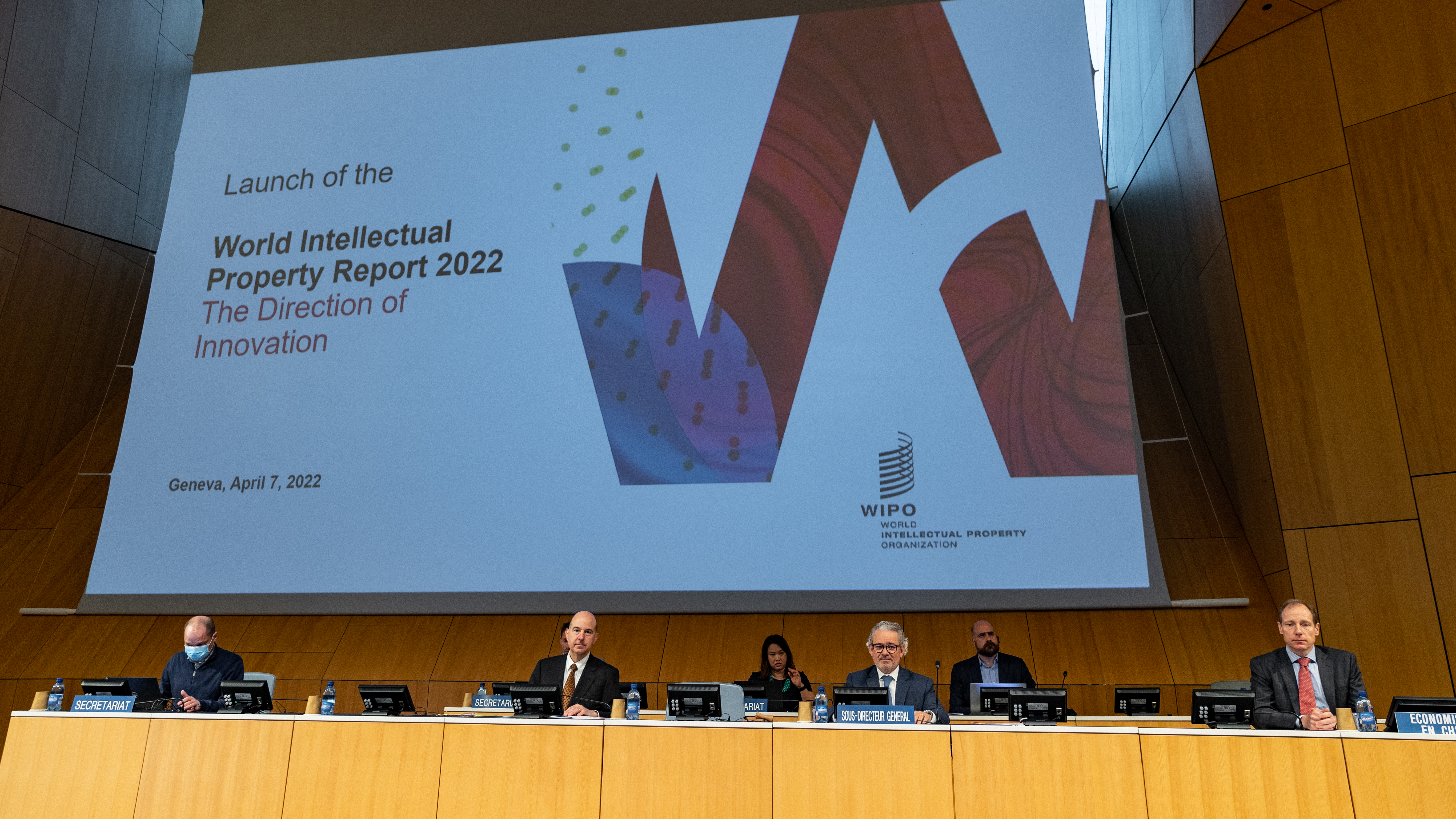
Résumé du concept d’écosystème de l’innovation en évolution autour d’une nouvelle technologie – rapport 2022

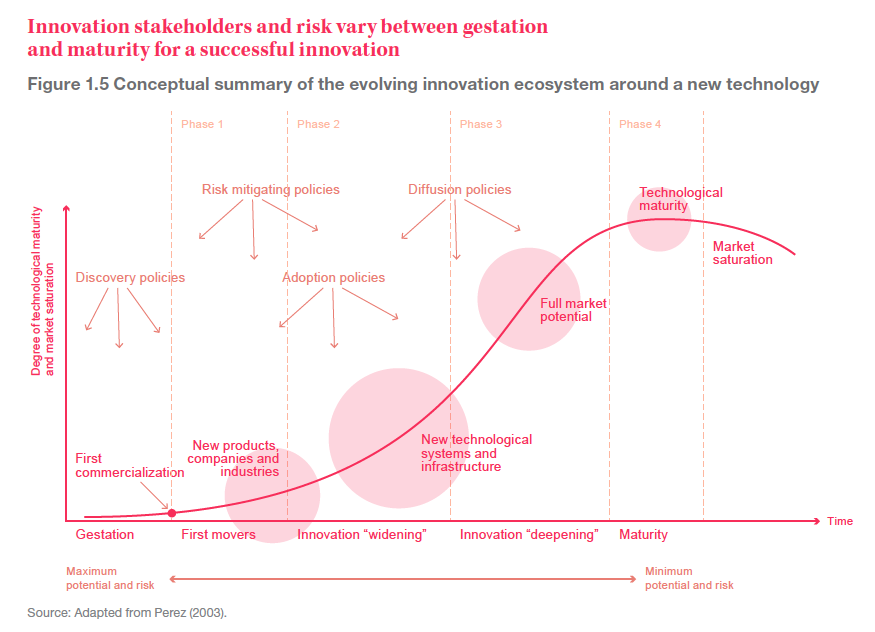
Synthèse conceptuelle de l'écosystème d'innovation en évolution autour d'une nouvelle technologie - rapport 2022

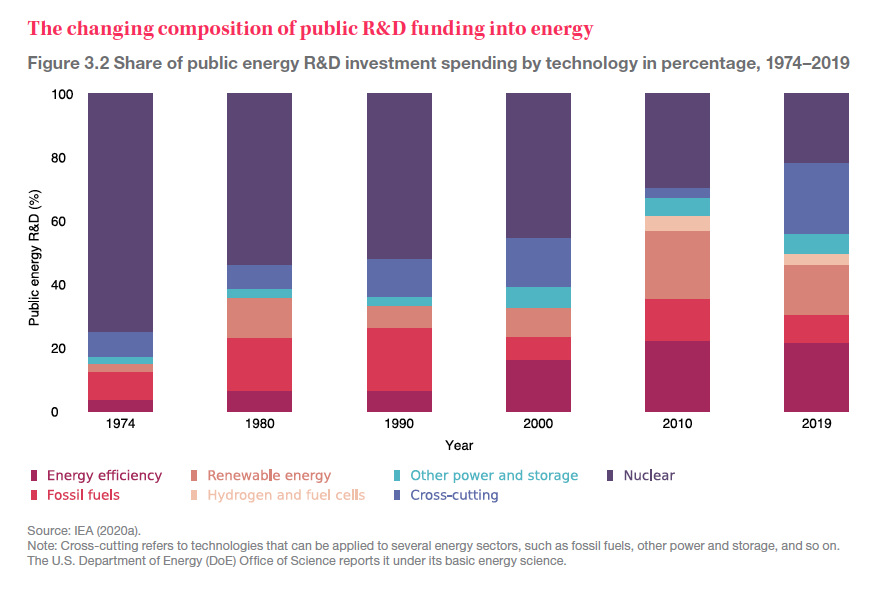
Évolution de la composition du financement public de la recherche-développement dans l'énergie - rapport 2022

Le rapport sur La Trajectoire de l'innovation a été publié le 7 avril 2022. Il est consacré à l’intérêt de l’innovation dans le fait d’ouvrir des possibilités de croissance et de créer des solutions face aux défis mondiaux, tels que le changement climatique et les pandémies.
Le premier chapitre couvre les principaux éléments conceptuels qui régissent l’orientation de l’innovation, tels que les acteurs qui orientent la trajectoire de l’innovation, les forces économiques en jeu ainsi que la manière dont les politiques influencent la trajectoire de l’innovation. Le deuxième chapitre examine ces concepts à la lumière d’études de cas historiques : l'innovation durant la Seconde Guerre mondiale ; la formation d'une industrie spatiale ; et l'essor de l'industrie de l'information et des technologies en Asie. Le troisième chapitre se penche sur ce que l'innovation peut faire pour relever trois grands défis spécifiques : créer des technologies vertes pour endiguer le réchauffement climatique ; mettre en pratique les enseignements tirés de la crise de la COVID-19 ; et surfer sur la vague des technologies généralistes numériques.
Auteurs principaux: Xiaolan Fu (Université d'Oxford), Henry Hertzfeld (Université George-Washington), Bhaven Sampat (Université Columbia), Keun Lee (Université nationale de Séoul), Joëlle Noailly (Institut universitaire), Manuel Trajtenberg (Université de Tel Aviv), Richard Nelson (Université Columbia)

### 2019: Répartition géographique de l’innovation: pôles de concentration locaux, réseaux mondiaux
Le rapport sur la Répartition géographique de l’innovation : pôles de concentration locaux, réseaux mondiaux a été publié le 12 novembre 2019. Il fait état de l'évolution de la répartition géographique de l'innovation au cours des dernières décennies. Outre la macroanalyse des tendances mondiales, le rapport présente deux études de cas portant sur des domaines technologiques en évolution rapide : les véhicules autonomes et la biotechnologie agricole.
Le rapport fait état d’une innovation devenue plus axée sur la collaboration. Au début des années 2000, les équipes de scientifiques produisaient 64% de tous les articles scientifiques et les équipes d’inventeurs étaient à l’origine de 54% de l’ensemble des brevets. Dans la seconde moitié des années 2010, ces chiffres étaient passés à près de 88% et 68%, respectivement.
Selon le rapport, la collaboration revêt également un caractère de plus en plus international. La part des collaborations scientifiques entre deux ou plusieurs chercheurs situés dans des pays différents est passée à environ 25% en 2017. En ce qui concerne les brevets, la part des co-inventions internationales était passée à 11% jusqu’en 2009, mais elle a depuis légèrement diminué, en partie à cause de la croissance rapide des collaborations nationales dans certains pays. La plupart des collaborations internationales se déroulent dans les principaux pôles de concentration de l’innovation situés dans des métropoles. Les 10 plus grandes de celles-ci, à savoir San Francisco-San Jose, New York, Francfort, Tokyo, Boston, Shanghai, Londres, Pékin, Bangalore et Paris, représentent 26% de toutes les co-inventions internationales. Les pôles de concentration situés aux États-Unis d’Amérique apparaissent comme les plus connectés au monde.
Auteurs principaux : Riccardo Crescenzi (London School of Economics), Ernest Miguelez (Université de Bordeaux), Kristin Dziczek (Center for Automotive Research), Gregory Graff (Université d'État du Colorado)

### 2017: Le capital immatériel dans les chaînes de valeur mondiales
Le rapport sur Le capital immatériel dans les chaînes de valeur mondiales a été publié le 20 novembre 2017. Il analyse le rôle déterminant que jouent les actifs immatériels, tels que la technologie, les dessins et modèles ou l’image de marque dans la fabrication internationale. L’analyse macroéconomique s’accompagne d’études de cas portant sur les chaînes de valeur mondiales pour trois produits - le café, les cellules photovoltaïques et les smartphones - qui illustrent clairement l’importance de la propriété intellectuelle et d’autres actifs immatériels dans la production moderne.
Selon le rapport, le capital immatériel a représenté en moyenne 30,4% de la valeur totale des biens manufacturés vendus au cours de la période 2000-2014. En outre, la part de capital immatériel est passée de 27,8% en 2000 à 31,9% en 2007, mais elle est restée stable depuis lors. Les revenus provenant du capital immatériel ont globalement progressé de 75% entre 2000 et 2014 en termes réels, pour atteindre 5900 milliards de dollars É.-U. en 2014. Enfin, trois groupes de produits – produits alimentaires, véhicules à moteur et textiles – représentent près de 50% du revenu total généré par le capital immatériel dans les chaînes de valeur mondiales manufacturières.
Auteurs principaux : Wen Chen (Université de Groningue), Tony Clayton (Imperial College London), Tom Neubig (Tax Sage Network), Dylan Rassier (U.S. Bureau of Economic Analysis), Luis F. Samper (4.0 Brands) and Daniele Giovannucci (Committee on Sustainability Assessment), Maria Carvalho (London School of Economics), Matthieu Glachant (MINES ParisTech), Jason Dedrick (Université de Syracuse) and Ken Kraemer (Université de Californie à Irvine).

### 2015: Innovations majeures et croissance économique
Le rapport sur les Innovations majeures et croissance économique a été publié le 11 novembre 2015. Il analyse comment les avancées technologiques extraordinaires réalisées au cours des 300 dernières années ont eu des incidences sur pratiquement tous les aspects de l’activité humaine et ont transformé les économies mondiales. En outre, il montre comment trois innovations qui ont marqué l’histoire, à savoir les avions, les antibiotiques et les semi-conducteurs, ont favorisé de nouvelles activités commerciales. Il examine trois domaines d’innovation actuels potentiellement révolutionnaires : l'impression 3D, les nanotechnologies et la robotique. Enfin, il examine les perspectives futures d’une croissance axée sur l’innovation.
Auteurs principaux : David Mowery (Université de Californie à Berkeley), Lutz Budrass (Université de la Ruhr à Bochum), Bhaven Sampat (Université Columbia), Thomas Hoeren (Université de Münster), Stefan Bechtold (École polytechnique fédérale de Zurich), Lisa Ouellette (Université Stanford) and C. Andrew Keisner (Davis & Gilbert LLP).

### 2013: Marques: réputation et image sur le marché mondial
Le rapport sur les Marques : réputation et image sur le marché mondial a été publié le 14 novembre 2013. Il s’attache à étudier le rôle des marques sur le marché mondial d’aujourd’hui. Il s’intéresse à l’évolution récente des stratégies en matière de marques et de l’utilisation des marques, aux différences entre les divers pays considérés, à ce qui sous-tend les marchés des marques, aux enseignements que les politiques applicables aux marques peuvent tirer de la recherche économique et à la manière dont les stratégies en matière de marques influencent les activités menées par les entreprises dans le domaine de l’innovation.
Auteurs principaux : Sören Petersen, Marcus Höpperger, Atif Ansar, Carol Corrado, Emmanuelle Fortune, Carl Benedikt Frey, Georg von Graevenitz, Janet Hao, Christian Helmers, Laurence Joly, Benjamin Mitra-Kahn, Sridhar Moorthy, Amanda Myers et Philipp Schautschick. (OMPI)

### 2011: Le nouveau visage de l'innovation
Le rapport sur Le nouveau visage de l’innovation a été publié le 14 novembre 2011. Il montre notamment comment le processus d’innovation est devenu plus ouvert, plus concerté et plus international; l’origine de la demande accrue de droits de propriété intellectuelle; et comment les marchés des technologies ont gagné en importance.
Auteurs principaux : Josh Lerner et Eric Lin (Harvard Business School), Suma Athreye, José Miguel Benavente, Daniel Goya, Ove Granstand, Keun Lee, Sadao Nagaoka, Jerry Thursby, Marie Thursby, Yong Yang et María Pluvia Zuñiga (OMPI).

## Données et méthodologies utilisées
Le Rapport sur la propriété intellectuelle dans le monde se fonde sur la base de données statistique de l’OMPI, qui rassemble une série de données sur les brevets, les modèles d'utilité, les marques, les dessins et modèles industriels, les micro-organismes, la protection des obtentions végétales, les indications géographiques et l'économie de la création.
Les données sur les familles de brevets et les technologies sont extraites de la base de données statistiques de l'OMPI et de la base de données PATSTAT de l'Office européen des brevets (OEB). Les données relatives à la population, au produit intérieur brut et au classement par groupe de revenus sont extraites de la base de données sur les  des Indicateurs du développement dans le monde de la Banque mondiale. Les régions géographiques sont celles définies par les Nations unies.